# Vítor Pereira
Vítor Manuel de Oliveira Lopes Pereira, noto semplicemente come Vítor Pereira (Espinho, 26 luglio 1968), è un allenatore di calcio ed ex calciatore portoghese, di ruolo centrocampista, tecnico del Wolverhampton.

## Carriera

### Allenatore

#### Gli inizi
Nella stagione 2004-2005 ha iniziato la sua prima avventura su una panchina di una squadra non giovanile con il Sanjoanense, poi è tornato all'Espinho la stagione seguente. Metodico ed esperto di tattica, ha passato due anni nelle Azzorre con il Santa Clara in seconda divisione, ottenendo un terzo e un quarto posto nel 2008-2009 e nel 2009-2010.

#### Porto
Nonostante diverse offerte da squadre della Liga, ha accettato la chiamata del Porto per diventare assistente di André Villas-Boas nel 2010-2011 quando i Dragoni hanno centrato un poker: Liga, Coppa di Portogallo, Supercoppa portoghese e UEFA Europa League. Il giorno successivo alla partenza di André Villas-Boas per il Chelsea nel giugno 2011, Pereira firma un biennale come nuovo tecnico della squadra lusitana, con cui vince due campionati portoghesi, oltre a due supercoppe.

#### Al-Ahli, Olympiakos e Fenerbahçe
Il 9 maggio 2013 viene ingaggiato dall'Al-Ahli, lasciando così il Porto. Lascia la squadra araba nel 2014. Dopo un breve periodo di inattività, l'allenatore viene chiamato dall'Olympiakos il 7 gennaio 2015, vincendo il campionato con 12 punti di vantaggio sul Panathinaikos e la Coppa di Grecia contro lo Xanthi. L'11 giugno dello stesso anno, dopo aver risolto consensualmente il proprio contratto con il club greco, viene annunciato come nuovo tecnico del Fenerbahçe. Si piazza secondo in campionato, ai preliminari di Champions viene eliminato dal Monaco e così l'11 agosto 2016 viene esonerato.

#### Monaco 1860, Shanghai SIPG e ritorno al Fenerbahçe
Dopo una breve esperienza al Monaco 1860, tra il 2017 e il 2020 allena lo Shanghai Haigang con cui vince il campionato nel 2018 e la Supercoppa di Cina 2019.
Il 2 luglio 2021 torna a guidare il Fenerbahçe; il 21 dicembre 2021 viene esonerato a causa degli scarsi risultati.

#### Corinthians e Flamengo
Dopo aver allenato il Corinthians dal 23 febbraio 2022 arrivando quarto in campionato e perdendo la finale di Coppa, nel dicembre dello stesso anno viene annunciato come nuovo allenatore del Flamengo, campione in carica della Copa Libertadores; tuttavia nell’aprile del 2023 viene esonerato avendo perso tutto e quattro i titoli per i quali era in corsa la sua squadra.

#### Al Shabab
Il 4 febbraio 2024 ritorna in Saudi Pro League, sostituendo l'esonerato Igor Bišćan sulla panchina dell'Al-Shabab, con cui sottoscrive un accordo fino al termine della stagione. Ha preso in mano la squadra quando era a soli quattro punti dalla zona retrocessione e l'ha portata all'ottavo posto, rinnovando poi il suo contratto fino a giugno 2025. Il 18 dicembre 2024 risolve il contratto con la società saudita.

#### Wolverhampton
Il 19 dicembre 2024 viene ingaggiato dal Wolverhampton, squadra di Premier League, siglando un accordo fino al 30 giugno 2026.

## Statistiche

### Allenatore

#### Club
Statistiche aggiornate al 19 dicembre 2024.
| Stagione             | Squadra              | Campionato           | Campionato | Campionato | Campionato | Campionato | Coppe nazionali | Coppe nazionali | Coppe nazionali | Coppe nazionali | Coppe nazionali | Coppe continentali | Coppe continentali | Coppe continentali | Coppe continentali | Coppe continentali | Altre coppe | Altre coppe | Altre coppe | Altre coppe | Altre coppe | Totale | Totale | Totale | Totale | % Vittorie | Piazzamento     |
| Stagione             | Squadra              | Comp                 | G          | V          | N          | P          | Comp            | G               | V               | N               | P               | Comp               | G                  | V                  | N                  | P                  | Comp        | G           | V           | N           | P           | G      | V      | N      | P      | %          | Piazzamento     |
| -------------------- | -------------------- | -------------------- | ---------- | ---------- | ---------- | ---------- | --------------- | --------------- | --------------- | --------------- | --------------- | ------------------ | ------------------ | ------------------ | ------------------ | ------------------ | ----------- | ----------- | ----------- | ----------- | ----------- | ------ | ------ | ------ | ------ | ---------- | --------------- |
| nov. 2004-2005       | Sanjoanense          | SL                   | 24         | 9          | 7          | 8          | CP              | -               | -               | -               | -               | -                  | -                  | -                  | -                  | -                  | -           | -           | -           | -           | -           | 24     | 9      | 7      | 8      | 41,00      | Sub., 5°        |
| 2005-2006            | Espinho              | SL                   | 26         | 12         | 11         | 3          | CP              | 2               | 1               | 0               | 1               | -                  | -                  | -                  | -                  | -                  | -           | -           | -           | -           | -           | 28     | 13     | 11     | 4      | 46,42      | 2°              |
| 2006-mar. 2007       | Espinho              | SL                   | 25         | 13         | 6          | 6          | CP              | 3               | 2               | 0               | 1               | -                  | -                  | -                  | -                  | -                  | -           | -           | -           | -           | -           | 28     | 15     | 6      | 7      | 48,27      | Eson.           |
| Totale Espinho       | Totale Espinho       | Totale Espinho       | 51         | 25         | 17         | 9          |                 | 5               | 3               | 0               | 2               |                    | -                  | -                  | -                  | -                  |             | -           | -           | -           | -           | 56     | 28     | 17     | 11     | 47,36      |                 |
| 2008-2009            | Santa Clara          | SL                   | 30         | 15         | 7          | 8          | CP+CdL          | 4+2             | 3+0             | 0+1             | 1+1             | -                  | -                  | -                  | -                  | -                  | -           | -           | -           | -           | -           | 36     | 18     | 8      | 10     | 50,00      | 3°              |
| 2009-2010            | Santa Clara          | SL                   | 30         | 13         | 12         | 5          | CP+CdL          | 3+4             | 2+1             | 0+1             | 1+2             | -                  | -                  | -                  | -                  | -                  | -           | -           | -           | -           | -           | 37     | 16     | 13     | 8      | 43,24      | 4°              |
| Totale Santa Clara   | Totale Santa Clara   | Totale Santa Clara   | 60         | 28         | 19         | 13         |                 | 13              | 6               | 2               | 5               |                    | -                  | -                  | -                  | -                  |             | -           | -           | -           | -           | 73     | 34     | 21     | 18     | 46,57      |                 |
| 2011-2012            | Porto                | PL                   | 30         | 23         | 6          | 1          | CP+CdL          | 2+4             | 1+3             | 0+0             | 1+1             | UCL+UEL            | 6+2                | 2+0                | 2+0                | 2+2                | SP+SU       | 1+1         | 1+0         | 0+0         | 0+1         | 46     | 30     | 8      | 8      | 65,22      | 1°              |
| 2012-2013            | Porto                | PL                   | 30         | 24         | 6          | 0          | CP+CdL          | 3+5             | 2+3             | 0+1             | 1+1             | UCL                | 8                  | 5                  | 1                  | 2                  | SP          | 1           | 1           | 0           | 0           | 47     | 35     | 8      | 4      | 74,47      | 1°              |
| Totale Porto         | Totale Porto         | Totale Porto         | 60         | 47         | 12         | 1          |                 | 14              | 9               | 1               | 4               |                    | 16                 | 7                  | 3                  | 6                  |             | 3           | 2           | 0           | 1           | 93     | 65     | 16     | 12     | 69,89      |                 |
| 2013-2014            | Al-Ahli              | SPL                  | 26         | 12         | 9          | 5          | CdP+CdR         | 3+6             | 2+5             | 0               | 1+1             | ACL                | 2                  | 0                  | 1                  | 1                  | -           | -           | -           | -           | -           | 37     | 19     | 10     | 8      | 51,35      | 3°              |
| gen.-giu. 2015       | Olympiacos           | SL                   | 18         | 13         | 4          | 1          | CG              | 7               | 6               | 1               | 0               | UCL+UEL            | 0+2                | 0                  | 1                  | 1                  | -           | -           | -           | -           | -           | 27     | 19     | 6      | 2      | 70,37      | Sub., 1°        |
| 2015-2016            | Fenerbahçe           | SL                   | 34         | 22         | 8          | 4          | TK              | 12              | 9               | 2               | 1               | UCL+UEL            | 2+12               | 0+6                | 1+4                | 1+2                | -           | -           | -           | -           | -           | 60     | 37     | 15     | 8      | 61,67      | 2°              |
| lug.-ago. 2016       | Fenerbahçe           | SL                   | -          | -          | -          | -          | TK              | -               | -               | -               | -               | UCL                | 2                  | 1                  | 0                  | 1                  | -           | -           | -           | -           | -           | 2      | 1      | 0      | 1      | 50,00      | Eson.           |
| gen.-giu. 2017       | Monaco 1860          | 2.BL                 | 17+2       | 6+0        | 2+1        | 10+1       | CG              | 1               | 0               | 0               | 1               | -                  | -                  | -                  | -                  | -                  | -           | -           | -           | -           | -           | 20     | 6      | 2      | 12     | 30,00      | Sub., 16°       |
| 2018                 | Shanghai SIPG        | CSL                  | 30         | 21         | 5          | 4          | CdC             | 4               | 2               | 1               | 1               | ACL                | 9                  | 5                  | 2                  | 2                  | -           | -           | -           | -           | -           | 43     | 28     | 8      | 7      | 65,12      | 1°              |
| 2019                 | Shanghai SIPG        | CSL                  | 30         | 20         | 6          | 4          | CdC             | 4               | 3               | 0               | 1               | ACL                | 10                 | 2                  | 7                  | 1                  | SdC         | 1           | 1           | 0           | 0           | 45     | 26     | 13     | 6      | 57,78      | 3°              |
| 2020                 | Shanghai SIPG        | CSL                  | 20         | 10         | 6          | 4          | CdC             | 2               | 1               | 0               | 1               | ACL                | 8                  | 4                  | 0                  | 4                  | -           | -           | -           | -           | -           | 30     | 15     | 6      | 9      | 50,00      | 4°              |
| Totale Shanghai SIPG | Totale Shanghai SIPG | Totale Shanghai SIPG | 80         | 51         | 17         | 12         |                 | 10              | 6               | 1               | 3               |                    | 27                 | 11                 | 9                  | 7                  |             | 1           | 1           | 0           | 0           | 118    | 69     | 27     | 22     | 58,47      |                 |
| lug.-dic. 2021       | Fenerbahçe           | SL                   | 17         | 8          | 4          | 5          | TK              | -               | -               | -               | -               | UEL                | 8                  | 3                  | 2                  | 3                  | -           | -           | -           | -           | -           | 25     | 11     | 6      | 8      | 44,00      | Eson.           |
| Totale Fenerbahçe    | Totale Fenerbahçe    | Totale Fenerbahçe    | 47         | 29         | 10         | 8          |                 | 12              | 9               | 2               | 1               |                    | 22                 | 10                 | 7                  | 5                  |             | -           | -           | -           | -           | 81     | 48     | 19     | 14     | 59,26      |                 |
| feb.-nov. 2022       | Corinthians          | A1/SP+A              | 7+38       | 3+18       | 1+11       | 3+9        | CB              | 10              | 4               | 4               | 2               | CL                 | 10                 | 2                  | 5                  | 3                  | -           | -           | -           | -           | -           | 65     | 27     | 21     | 17     | 41,54      | 4°              |
| gen.-apr. 2023       | Flamengo             | A/RJ+A               | 15+0       | 10+0       | 2+0        | 3+0        | CB              | -               | -               | -               | -               | CL                 | 1                  | 0                  | 0                  | 1                  | SB+CmC+RS   | 1+2+2       | 0+1+1       | 0           | 1+1+1       | 21     | 12     | 2      | 7      | 57,14      | Eson.           |
| feb.-giu. 2024       | Al-Shabab            | SPL                  | 15         | 7          | 2          | 6          | KC              | -               | -               | -               | -               | -                  | -                  | -                  | -                  | -                  | CdC         | -           | -           | -           | -           | 15     | 7      | 2      | 6      | 46,67      | Sub., 8°        |
| lug.-dic. 2024       | Al-Shabab            | SPL                  | 13         | 7          | 2          | 4          | KC              | 2               | 2               | 0               | 0               | -                  | -                  | -                  | -                  | -                  | -           | -           | -           | -           | -           | 15     | 9      | 2      | 4      | 60,00      | Risol.          |
| Totale Al Shabab     | Totale Al Shabab     | Totale Al Shabab     | 28         | 14         | 4          | 10         |                 | 2               | 2               | 0               | 0               |                    | -                  | -                  | -                  | -                  |             | -           | -           | -           | -           | 30     | 16     | 4      | 10     | 53,33      |                 |
| dic. 2024-2025       | Wolverhampton        | PL                   | 20         | 10         | 2          | 8          | FACup+CdL       | 3+0             | 2+0             | 1+0             | 0+0             | -                  | -                  | -                  | -                  | -                  | -           | -           | -           | -           | -           | 23     | 12     | 3      | 8      | 52,17      | Sub., in carica |
| Totale carriera      | Totale carriera      | Totale carriera      | 484        | 266        | 121        | 97         |                 | 84              | 52              | 12              | 20              |                    | 71                 | 27                 | 22                 | 22                 |             | 5           | 3           | 0           | 2           | 644    | 348    | 155    | 141    | 54,04      |                 |

## Palmarès

### Allenatore
- Supercoppa di Portogallo: 2

Porto: 2011, 2012
- Campionato portoghese: 2

Porto: 2011-2012, 2012-2013
- Campionato greco: 1

Olympiakos: 2014-2015
- Coppa di Grecia: 1

Olympiakos: 2014-2015
- Campionato cinese: 1

Shanghai SIPG: 2018
- Supercoppa di Cina: 1

2019